# Fächerverbindender Unterricht
Fächerverbindender Unterricht ist eine Form der Organisation von Unterricht, die sich zwischen dem reinen Fachunterricht und einem völlig ungefächerten, nicht nach Fächern gegliederten Unterricht bewegt.
Die Begriffe fächerübergreifend, fächerverbindend, fächerüberschreitend, fächerintegrierend etc. werden häufig synonym verwendet.

„Der Blick in die Literatur zum fächerübergreifenden Unterrichten führt zunächsteinmal zu einer Flut von Begriffsdefinitionen und unterschiedlichen Formen. PETERSSEN (2000) spricht in diesem Zusammenhang von einem regelrechten ‚Begriffswirrwarr‘.“

## Merkmale fächerverbindenden Unterrichts
Fächerverbindender Unterricht setzt einen nach Fächern gegliederten Unterricht voraus. Er soll die Unterrichtsfächer nicht dauerhaft auflösen oder ablösen, sondern ergänzen. Er intendiert mehr als die bloß zeitlich parallele Behandlung zusammenhängender Inhalte in mehreren Fächern, er beinhaltet eine Integration der verschiedenen Fachinhalte unter einer übergeordneten gemeinsamen Aufgabenstellung.
Fächerverbindender Unterricht wird in der Regel nicht durchgehend über einen längeren Zeitraum, sondern zeitlich befristet für eine bestimmte Unterrichtseinheit oder ein Unterrichtsprojekt praktiziert. Er lässt sich in unterschiedlicher Weise und auf verschiedenem Anspruchsniveau, etwa als Projektorientierter Unterricht oder als Projektunterricht, realisieren.

## Ziele
Fächerverbindender Unterricht verfolgt Ziele, die über die fachimmanenten Zielsetzungen der beteiligten Fächer hinausreichen. Den Ausgangspunkt hierfür bilden Realsituationen, die sich aufgrund ihrer Komplexität nicht einem einzelnen Unterrichtsfach zuordnen lassen und die deshalb auch in der Schule nicht innerhalb starrer Fachgrenzen thematisiert und problematisiert werden sollen. Durch Phasen eines problemorientierten, fächerverbindenden Unterrichts können und sollen unterschiedliche fachliche Perspektiven zu komplexen Aufgaben verknüpft werden, die sich aus der Lebensumwelt ergeben.
Fächerverbindender Unterricht hat zudem zum Ziel, in besonderer Weise die Vermittlung von Sachkompetenz, Sozialkompetenz, Methodenkompetenz und möglichst auch Moralkompetenz (verstanden als Fähigkeit, Handlungsalternativen moralisch zu beurteilen) miteinander zu verbinden. Diese Zielsetzung steht unter dem Primat einer auf die Handlungsfähigkeit in der außerschulischen Realität ausgerichteten Erziehung.

### Vermittlung von Sachkompetenz
Angestrebt wird die Befähigung der Schüler zur Lösung komplexer Probleme durch vernetzendes Denken und durch die fachübergreifende Strukturierung ihres Wissens. Dies soll auch im Hinblick auf das Ziel der Befähigung zu einem wissenschaftlichen Studium durch fall- und problemorientierte Unterrichtsprojekte, die die Fächergrenzen bewusst überschreiten, gefördert werden. Daher sieht beispielsweise der baden-württembergische Bildungsplan für die Kursstufe des Gymnasiums fächerverbindenden Unterricht ausdrücklich vor:

„Fächerverbindendes Arbeiten stützt den Aufbau strukturierten Wissens, es sichert den Blick für Zusammenhänge und befähigt die Schüler zum Umgang mit den hierfür not-wendigen Arbeitsformen. Fächerverbindende Themen und fächerverbindender Unterricht sind daher integrativer Bestandteil der Arbeit auf der Oberstufe. (Bildungsplan Kursstufe 2001: 6.)“

### Vermittlung von Methodenkompetenz
Die Schüler sollen im fächerverbindenden Unterricht Methodenkompetenzen erwerben, die ihnen anschließend für die Lösung von Problemen in einer Reihe von Fächern sowie als Schlüsselqualifikationen für Studium und Berufsleben zur Verfügung stehen.
Je anspruchsvollere Problemlösungen von den Schülern zu erbringen sind, desto mehr müssen sie in der Lage sein – und durch Fachgrenzen überschreitenden Unterricht sukzessive in die Lage versetzt werden –, Informationen und Methoden aus verschiedenen Fachbereichen auszuwählen und neu auf ein komplexes Problem anzuwenden.

### Handlungsfähigkeit
Ein weiterer herausragender Vorteil fächerverbindenden oder zumindest Fachgrenzen überschreitenden Unterrichts gegenüber striktem Fachunterricht ist die Ermöglichung wirklichkeitsbezogenen Handelns, das nicht an Fachgrenzen Halt macht:

„An der Vermittlung lebensrelevanter Informationen mangelt es bei und im Fachunterricht sicherlich nicht. Woran es mangelt: An einer Vermittlungsart, die Informationen so erwerben und speichern lässt, dass davon lebenslang selbstständiger Gebrauch gemacht werden kann. […]
Und was Fachunterricht im Hinblick auf die Förderung von Handlungsfähigkeit strukturell nachteilig anhängt, ist die inhaltliche Begrenztheit von Fächern; in ihnen kann eben nur erlernt werden, was Fachbezug hat. […] Lebensprobleme aber stellen sich nicht nach Fächern unterteilt, sondern sind komplex-ganzheitlicher Art. Wer sie mit in Fächern erworbenen Informationen lösen will, muss zuallererst eine Auswahl aus ihnen treffen und sie dann zusammenführen und auf die Problemsituation beziehen. Auf derartiges Denken und Handeln kann Fachunterricht nicht vorbereiten.“

## Probleme und Lösungsansätze
Die Probleme bei der Verbindung von Fächern beim Unterrichten sind nicht sachlicher, sondern ausschließlich organisatorischer, ausbildungstechnischer und personeller Natur.
Rudolf / Warwitz formulieren dazu in ihren Regeln für die praktische Projektarbeit:

„Neue Unterrichtsformen müssen gelernt werden. Das gilt für Schüler und für Lehrer. Nur wenige Lehrer verfügen von ihrer Ausbildung her bereits über ausreichend Wissen und Erfahrung zur fächerübergreifenden Verfolgung komplexer Lernziele, zur Organisation großrahmigen Unterrichts, zu den notwendigen Kooperationstechniken oder sind als Naturtalente auf Anhieb zu einer Realisierung fähig. (S. 362)“

Sie konstatieren außerdem: Fächerkooperation muss auch gewollt werden. (S. 363)
Der Weg zum Fächerverbund führt vom Leichten zum Schwierigeren, vom Zusammenführen von zwei Fachperspektiven zu umfangreicheren Fächerkombinationen. Ein in Projekten erfahrener Lehrer ist in der Lage, schon mit Erstklässlern kleine fächerübergreifende Vorhaben wie das Schulwegspiel oder das Fußgängerdiplom zu planen und durchzuführen. Dabei werden Elemente aus dem Sport-, dem Musik-, dem Kunst- und dem Gemeinschaftskundeunterricht miteinander verbunden. Mit Drittklässlern lassen sich bereits Die Kinderspiele von Pieter Brueghel dem Älteren in einem anspruchsvollen Verbund der Fächer Kunst, Sport und Deutsch realisieren.
Die Probleme gehen auch nicht von der Fächergliederung des Schulsystems aus, da es hinreichend bewährte Methoden gibt, diese Strukturen kreativ und produktiv zu nutzen. Problemstifter sind vor allem eine mangelnde Fähigkeit bei Lehrenden, sich im übergeordneten Interesse der Aufgabe anderen Fächern gegenüber zu öffnen und die Bereitschaft aufzubringen zu der zweifelsfrei arbeitsaufwändigen fächerübergreifenden Kooperation mit Kollegen. Hier muss der Durchbruch erfolgen.
Von den Lehrkräften der Praxis werden am häufigsten die folgenden Hemmnisse einer Fächerkonzentration im Schulalltag genannt:
Die Organisation erfordert einen erhöhten Zeitaufwand für Absprachen zwischen den beteiligten Lehrkräften, für die gemeinsam zu leistende Vorbereitung und die Durchführung des fächerverbindenden Unterrichts, wovon sie sich kräftemäßig überfordert sehen. Für die fächerverbindende Arbeit an einem Projekt wäre es förderlich, wenn diese durch mehrere Lehrkräfte im Rahmen eines Lehrgruppenunterrichts („Teamteaching“) geleistet werden könnte, was im Schulalltag aber oft auf Schwierigkeiten bei der Stundenplangestaltung oder der Verteilung der entsprechenden Deputatsstunden stößt.
Ein weiteres Problem wird in den unterschiedlichen Fachcurricula gesehen, die teilweise zu geringe Spielräume für die Abstimmung der beteiligten Fächer unter einem gemeinsamen Thema bieten. Daher werden meistens verwandte Fächer kombiniert, sodass mathematisch-naturwissenschaftliche und künstlerisch-geisteswissenschaftliche Fächer unter sich bleiben, wodurch sich die Ziele des fächerübergreifenden Unterrichts nicht voll erreichen lassen. Diese Lehrsituation zwischen den Fächern wird durch zentrale Prüfungsleistungen wie das Zentralabitur im gymnasialen Bildungsgang, die die Bindung einzelner Fächer an das Curriculum erhöhen, noch verschärft.
Als Reaktion auf die zeitlichen, organisatorischen und didaktischen Abstimmungsprobleme zwischen den Fächern wird der fächerübergreifende Unterricht häufig auf die Projektwoche oder ans Ende des Schuljahres, womöglich nach der Notenvergabe, gelegt, sodass der fächerübergreifende Unterricht deutlich aus dem Normalunterricht herausfällt. Dies hat zur Folge, dass er von den Schülern als Ausnahme oder als nicht ernst zu nehmender Unterricht wahrgenommen wird, wodurch wesentliche Lernziele für die Schüler verloren gehen.